# Razès
Razès ist eine französische Gemeinde. Sie gehört zur Region Nouvelle-Aquitaine, zum Département Haute-Vienne, zum Arrondissement Bellac und zum Kanton Ambazac. Die Bewohner nennen sich Razelauds. Die Nachbargemeinden sind Saint-Pardoux-le-Lac mit Saint-Pardoux im Nordwesten, Bessines-sur-Gartempe im Norden, Bersac-sur-Rivalier im Nordosten, Saint-Léger-la-Montagne im Osten, Saint-Sylvestre im Südosten und Compreignac im Südwesten. Die Couze kommt von Saint-Léger-la-Montagne und fließt nach Saint-Pardoux.

## Bevölkerungsentwicklung

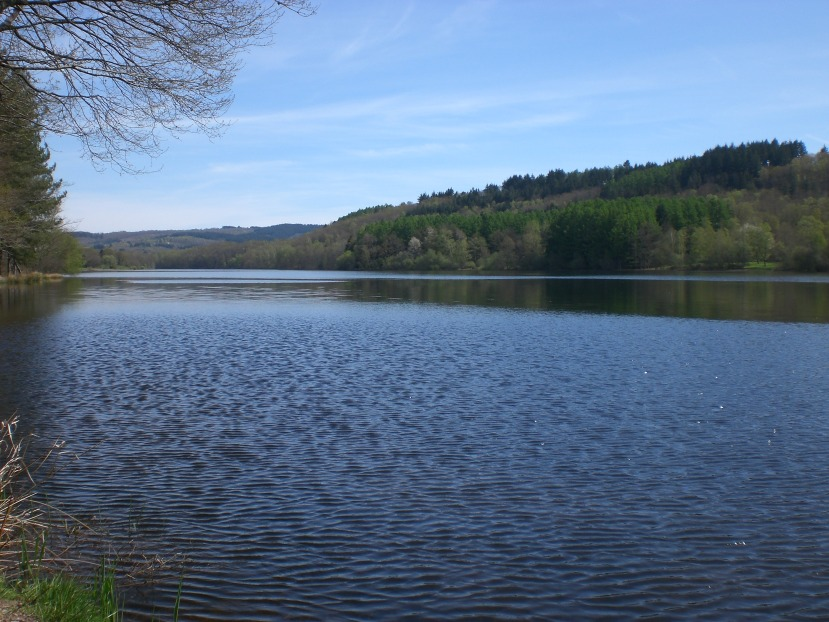
Lac de Saint-Pardoux

| Jahr      | 1962 | 1968 | 1975 | 1982 | 1990 | 1999 | 2008 | 2013 |
| --------- | ---- | ---- | ---- | ---- | ---- | ---- | ---- | ---- |
| Einwohner | 1206 | 1079 | 918  | 874  | 919  | 997  | 1099 | 1189 |